# Амиши
Амишите (на английски: Amish) са анабаптистка християнска религиозна група, живееща в САЩ и Онтарио, Канада. Имат швейцарско-немски произход. Те са тясно свързани, но различни от менонитите.
Известни са с това, че се обличат семпло, живеят просто и като цяло се въздържат от използването на модерни технологични изобретения, като например автомобили и електричество. Те са поставили преграда между себе си и останалото общество поради религиозни причини, не служат в армията, не ползват социално осигуряване, финансова помощ от правителството и много от тях отбягват застраховките.
Наброяват около 330 000 души (към 2017 г.) в 21 щата. Пенсилвания има най-голяма концентрация на амиши (76 620), следван от Охайо (75 830) и Индиана (54 825). Окръг Ланкастър в Пенсилвания и районът на град Берлин и окръг Холмс в Охайо са няколко известни места с голяма концентрация на амиши. Колония от 2200 амиши има и в град Артур, Илинойс. Извън САЩ малки общности от амиши има в Канада, Боливия и Аржентина.
Амишите говорят немски диалект, известен в САЩ като пенсилвански немски.
Амишите наричат американците англичани. Има няколко различни групи амиши, които се различават помежду си според философията им за религията и начина на живот.

## История

### Анабаптиско начало и зараждане на амишите
Анабаптисткото движение, от което по-късно се зараждат амишите, започва в кръгове около Улрих Цвингли, който води ранната Реформация в Швейцария. Това швейцарско движение, част от радикалната реформация, по-късно става познато под името Швейцарски братя.
Думата амиш за прът път е използвана като Schandename (термин за позор) през 1710 г. от опоненти на Якоб Аман. Първото неофициално разделяне между Швейцарските братя датира от XVII век между така наречените Oberländers (живеещите в хълмовете) и Emmentaler (живеещите в долината Ементал). Тези от хълмовете са по-екстремното паство. Оттогава нататък швейцарският анабаптизъм се развива в два успоредни потока, които най-ясно са белязани от несъгласия относно предпочитаното отношение към „падналите“ вярващи. Ементалците вярват, че те трябва да се въздържат от евхаристия, но не и от редовните яденета. Амишите смятат, че отлъчените трябва да се избягват дори и при обикновено ядене. Ементалците накрая образуват основата на Швейцарската менонитска конференция. Поради общото си наследство, амишите и менонитите от Южна Германия и Швейцария запазват много сходства помежду си. Често тези, които напускат амишите, се присъединяват към различни паства на консервативните менонити.

### Миграция към Северна Америка
Амишите започват да мигрират към Пенсилвания през XVIII век, която по това време е известна с религиозната си толерантност, като част от по-голяма миграция от германския регион Пфалц и съседните му области. Тази миграция се дължи на религиозни войни, бедност и религиозни гонения, които обхващат Европа по това време. Едни от първите амишки имигранти се заселват в Бъркс, Пенсилвания, но по-късно се преместват, поради проблеми със земята и сигурността си, свързани с Френската и индианска война. Доста от тях накрая се заселват в окръг Ланкастър. Други групи се заселват по-късно и на други места из Северна Америка.

### 1850 – 1878: Разделяне на старообредници и амишки менонити
Повечето амишки общества, които се установяват в Северна Америка, в края на краищата не запазват амишката си идентичност. Голямото разделение, което води до загубата на идентичност на много амишки паства се случва след средата на XIX век. Образуването на фракции се случва по различно време на различни места. Процесът представлява по-скоро „сортиране“, отколкото разделяне. Амишите са свободни да се присъединят към друго амишко паство на друго място, което им подхожда най-добре.
В годините след 1850 г. се поражда напрежение сред индивидуалните амишки паства, както и между различните амишки паства. Между 1862 и 1878 г. се провеждат ежегодни свещенически конференции (Dienerversammlungen) на различни места, които обсъждат как амишите трябва да се справят с напрежението, породено от съвременното общество. Самите събрания са прогресивна идея – събирането на епископи за дискутиране на единството е безпрецедентно събитие в амишката църква. След първите няколко събрания по-традиционно настроените епископи се съгласяват да бойкотират конференциите.
По-прогресивни членове, съставляващи грубо две трети от групата, стават известни като амишки менонити, които накрая се обединяват с менонитската църква и други менонитски вероизповедания в началото на XX век. По-традиционно настроените групи става известни като амиши старообредници. Еглийските амиши, които към 1858 г. вече са започнали да се оттеглят от амишката църква, накрая променят името си на „беззащитни менонити“ през 1908 г. Паствата, които не заемат ничия страна в разделянето след 1862 г., образуват Консервативна амишка менонитска конференция през 1910 г., но премахват името „амишка“ от името си през 1957 г.
Тъй като в Европа няма разделяне, амишките паства там поемат по същия път като амишите менонити, примащи промяната в Северна Америка, и постепенно се сливат с менонитите. Последното амишко паство в Германия е това в Цвайбрюкен, което се слива със съседната менонитска църква през 1937 г. Някои менонитски паства, повечето от които в Елзас, произлизат пряко от бивши амишки паства.

### XX век
Макар разколи да се случват и сред старообредниците през XIX век в Пенсилвания, голямо разделение сред тях настъпва през Първата световна война. По това време изникват две много консервативни сдружения – амишите Шварцентрубер в окръга Холмс, Охайо, и амишите Бучанан в Айова. Към амишите Бучанан скоро се присъединяват паства със сходни виждания от цялата страна.
С Първата световна война настъпва масово потискане на немския език в САЩ, което накрая води до промяна на езика за повечето говорещи пенсилвански немски, оставяйки старообредните амиши почти единствените говорещи езика към края на XX век. Това създава езикова бариера около амишите, която не съществува преди това в този вид.
В края на 1920-те години фракцията на старообредните амиши, искаща да приеме автомобила, се откъсва от основното течение и се организира под името бийчи амиши.
През Втората световна война старията въпрос за военната служба възниква отново за амишите. Тъй като младите амиши по принцип отказват военната служба, те биват препращани към гражданска обществена служба, където работят основно в горски стопанства и болници. Фактът, че много млади мъже работят в болници, където имат контакт с по-прогресивните менонити и външния свят, водят до това, че много от тези мъже накрая така и не се присъединяват към амишката църква.
През 1950-те години бийчи амишите се преобразуват в евангелистка църква. Тези, които пожелават да запазят старите си традиции на бийчи, стават старообредни бийчи амиши.
Към средата на XX век почти всички амишки деца ходят на малки, местни, неамишки училища, но тогава училищната консолидация и задължителното образование след осми клас причинява недоволство от страна на амишите. Амишките общества започват да отварят свои собствени амишки училища. През 1972 г. Върховният съд на САЩ изключва всички амишки ученици от задължението за образование след осми клас. Към края на века почти всички амишки деца ходят на амишки училища.
В края на XX век все повече мъже амиши оставят селскостопанската работа и започват малки бизнеси, поради нарастващия натиск върху дребното фермерство. Въпреки че съществува широк набор от малки бизнеси сред амишите, вече широко разпространени техни поприща са строителството и дърводелството. В много амишки селища, особено по-големите, хората, занимаващи се със селско стопанство, са малцинство. Приблизително 12 000 от 40 000 кравеферми в САЩ се държат от амиши към 2018 г.
Към началото на XX век идентичността на старообредните амиши не се свързва с употребата на технологии, тъй като те и селските им съседи използват едни и същи селскостопански и битови технологии. Въпросът относно употребата на технологиите също не играе роля при разделянето на амишите от средата на XIX век. Телефонните жици са първата важна технология, която амишите отхвърлят, което след това бива последвано от отхвърляне на автомобилите, тракторите, радиото и много другите технологични изобретения от XX век.

## Религиозни обичаи
Две основни понятия за разбирането на амишките обичаи са тяхното отричане на Хохмут (гордост, арогантност, надменност) и високото им ценене на Демут (смирение) и Геласенхайт (спокойност, хладнокръвие), което често се тълкува като „покорност“. Желанието на амишите да се предадат на волята на Исус, изразявано чрез групови норми, е в противоречие с индивидуализма, който е централен за широката американска култура. Амишката анти-индивидуалистка ориентация е основният мотив зад отхвърлянето на технологиите, спестяващи човешки труд, които биха направили даден индивид по-независим от общността. Съвременните иновации като електричеството биха отключили съревнование за статут и стоки, а фотографските снимки биха създали лична суета.

## Начин на живот
Амишкият начин на живот се води от т.нар. Орднунг (ред), който се различава леко от общност до общност, а в общностите – от район до район. Това, което е прието в една общност, може да не е прието в друга. То се договаря в общността чрез старейшините преди годишното Причастие. Такива неща са примерно облеклото, разрешената употреба на технологиите, религиозните задължения и правилата относно взаимодействието с външните хора. Старейшините, обаче, са основно мъже. Все пак, в старообредните амишки общества е позволено жените да участват в създаването на Орднунг.
Отглеждането на деца и социализирането със съседите и роднините са най-важните функции на амишкото семейство. Амишите като цяло вярват, че големите семейства са благословия от Господ. Фермерските семейства често имат по-големи семейства, тъй като синовете са нужни за физически труд. Общността заема централно място в начина на живот на амишите.
Усилената работа се счита за божествена, а някои технологични изобретения се считат за нежелани, тъй като намаляват нуждата от усилена работа. Машини като автоматични почистващи устройства за подове в хамбари исторически са отхвърлени, тъй като предоставят на младите фермери твърде много свободно време.

### Кухня
Кухнята на амишите се характеризира с простота и традиционни качества. Храната играе важна роля в социалния живот на амишите и се сервира на сватби, сбогувания и други събития. Много амишки храни се продават и в магазините: пайове, конфитюри, мариновани продукти, консервирани храни и десерти. Някои амишки общности разполагат и с ресторанти за посетители.

## Население
Тъй като амишите обикновено се покръстват не по-рано от 18-ия си рожден ден, а децата не се броят за местни жители на общността, изчисляването на броя на амишите е сложно. Грубите оценки от различни изследвания поставят техния брой около 125 000 през 1992 г., 166 000 през 2000 г. и 221 000 през 2008 г. Следователно, от 1992 до 2008 г. прирастът на населението на амишите в Северна Америка е общо 84% или 3,6% на година. През това време те основават 184 нови селища и се преместват в шест нови щата. Към 2000 г. около 165 620 старообредни амиши живеят в САЩ, от които 73 609 членуват в църквата. Амишите са сред най-бързо разрастващите се общности в света, имайки средно по седем деца на домакинство.
През 2010 г. няколко религиозни органи, включително амишите, променят начина, по който членовете им се докладват, за да могат по-добре да отговарят на стандартите на Асоциацията на статистиците на американските религиозни органи. Ако се вземат предвид всички амишки последователи, не само старообредниците, то към 2010 г. има 241 000 амиши в 28 американски щата.
Към 2017 г. амишите наброяват около 330 000 души (към 2017 г.) в 21 щата. Пенсилвания има най-голяма концентрация на амиши (76 620), следван от Охайо (75 830) и Индиана (54 825). Окръг Ланкастър в Пенсилвания и районът на град Берлин и окръг Холмс в Охайо са няколко известни места с голяма концентрация на амиши. Колония от 2200 амиши има и в град Артур, Илинойс. Извън САЩ малки общности от амиши има в Канада, Боливия и Аржентина.
| 1920   | 1928   | 1936    | 1944    | 1952    | 1960    | 1968   |
| ------ | ------ | ------- | ------- | ------- | ------- | ------ |
| 5000   | 7000   | 9000    | 13 000  | 19 000  | 28 000  | 39 000 |
| 1976   | 1984   | 1992    | 2000    | 2010    | 2018    |        |
| 57 000 | 84 000 | 128 150 | 166 000 | 249 500 | 330 465 |        |

## Здраве
Сред амишите се проявяват по-често някои особени медицински състояния като хипофизарен нанизъм, синдром на Ангелман и различни метаболитни нарушения, както и необичайно разпределение на кръвните групи. Амишите представляват сбор от генетично затворени общества. Въпреки че нямат по-високи равнища на генетични заболявания от останалото население, тъй като почти всички амиши са наследници на около 200 основатели от XVIII век, генетични нарушения, породени от инбрийдинг (чифтосване с родственици), се срещат в по-изолираните райони (пример за ефектта на основаване). Някои от заболяванията са редки, дори уникални, и са достатъчно сериозни, за да увеличат детската смъртност сред амишите. Амишите осъзнават предимствата на екзогамията, но поради религиозни причини се женят единствено за жени от своите общности. По-голямата част от амишите приемат болестите за Божия воля – отхвърлят употребата на генетични тестове преди брака и генетични тестове на неродените деца. Когато се роди дете с генетично заболяване, то се приема в общността и се натоварва със задачи, отговарящи на способностите му. Дългите семейни връзки на амишите са особено полезни за изследователите, проучващи болестите на Алцхаймер, Паркинсон и макулодистрофията.
Въпреки че за амишите има повишен риск от генетични заболявания, изследователите са открили, че склонността им към чист живот може да доведе до по-добри условия за здравето. Например равнищата на рак сред амишите са ниски. Амишите са предпазени от много видове рак както чрез начина си на живот, така и чрез гените си, които могат да намалят склонността към развиване на болестта. Нивата на рак на кожата са ниски при амишите, въпреки че много от тях си изкарват прехраната чрез работа на открито. Това вероятно се дължи и на факта, че те обикновено са облечени с шапки с широка периферия и дрехи с дълъг ръкав, които защитават кожата.